# Mauro Nespoli

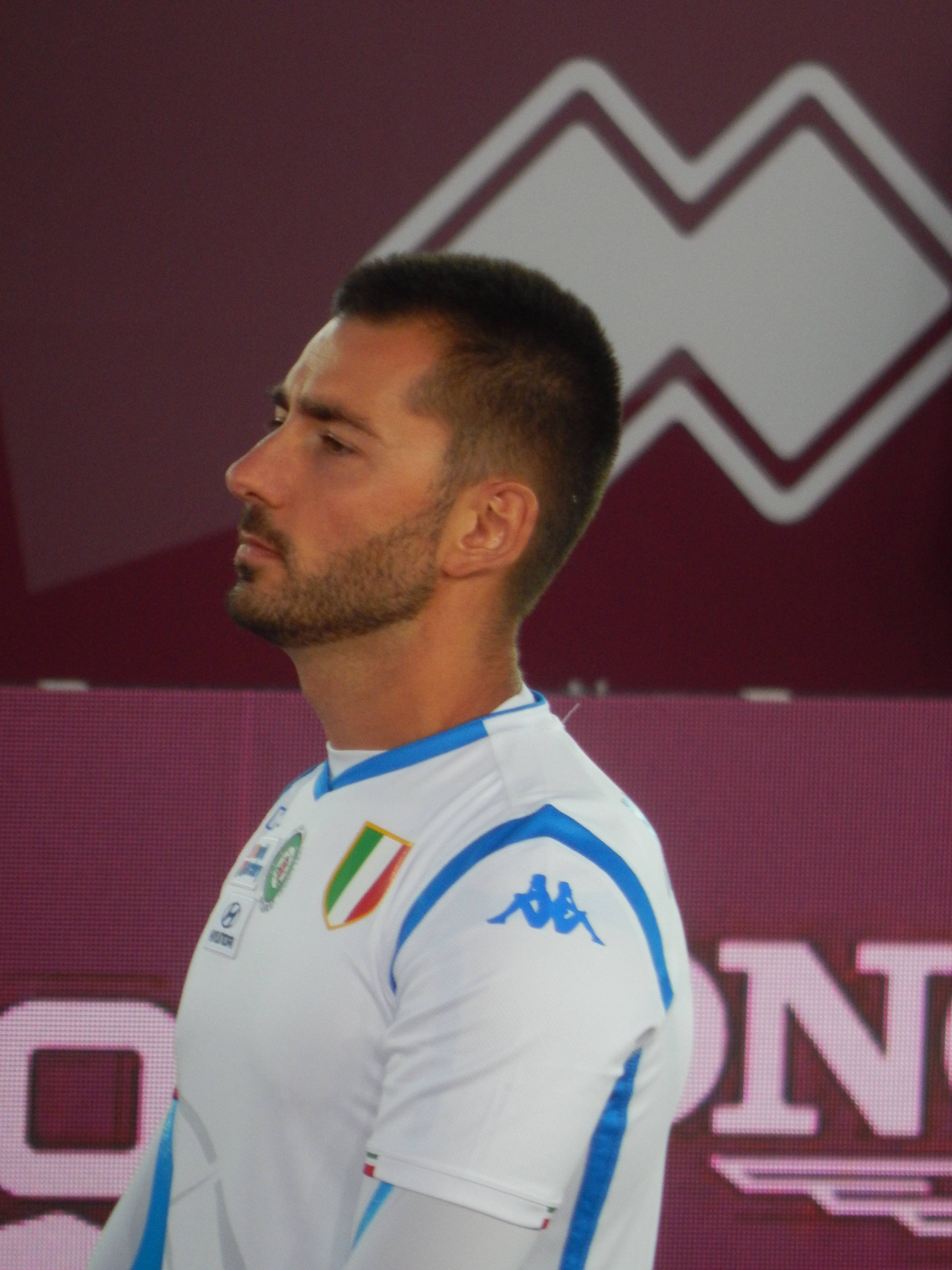
Mauro Nespoli

Mauro Nespoli, född 22 november 1987, är en bågskytt från Italien.
Nespoli tog silver i bågskytte i olympiska sommarspelen 2008.

## Meriter

### Olympiska meriter

#### Olympiska sommarspelen 2008
| Namn                                       | Gren         | Rankingrunda | Rankingrunda | 32-delsfinal              | 16-delsfinal     | 8-delsfinal             | Kvartsfinal              | Semifinal               | Final                    | Final            |
| Namn                                       | Gren         | Poäng        | Seed         | Resultat                  | Resultat         | Resultat                | Resultat                 | Resultat                | Resultat                 | Plats            |
| ------------------------------------------ | ------------ | ------------ | ------------ | ------------------------- | ---------------- | ----------------------- | ------------------------ | ----------------------- | ------------------------ | ---------------- |
| Mauro Nespoli                              | Individuellt | 649          | 44           | Wills (GBR) (21) L 99-103 | Gick inte vidare | Gick inte vidare        | Gick inte vidare         | Gick inte vidare        | Gick inte vidare         | Gick inte vidare |
| Ilario Di Buò Marco Galiazzo Mauro Nespoli | Lag          | 1986         | 6            |                           |                  | (Kanada) (11) W 219-217 | (Malaysia) (3) W 218-213 | (Ukraina) (2) W 223-221 | (Sydkorea) (1) L 227-225 | Silver           |